# Wilhelm Sello
Johann Wilhelm Sello (* 14. November 1756 in Berlin; † 20. April 1822 in Bornstedt) war ein Königlicher Planteur in Potsdam-Sanssouci. Er war Mitglied der Hofgärtnerfamilie Sello. Friedrich Sello, der bei ihm den Gärtnerberuf erlernte, war der Sohn seines Vetters.

## Leben
Nach seiner Gärtnerlehre war Wilhelm Sello von 1777 bis 1822 „Königlicher Planteur“ in Potsdam-Sanssouci. Er war zuständig für die Alleen im gesamten Stadtgebiet Potsdams, sowie die Wein- und Obstanlagen in Sanssouci, die Anpflanzungen im Fasanengarten, sowie die Remisen am Ruinenberg.
Ab 1790 war er für die in diesem Jahr neu gegründete Baumschule des Königlichen Gartendirektors Johann Gottlob Schulze zuständig. Diese versorgte zum einen die königlichen Gärten mit Pflanzen, die zuvor bis aus Holland geliefert werden mussten. Zum anderen lieferte diese Baumschule auch kostenlos Pflanzen an Geistliche und Schullehrer (also an die wichtigsten damaligen Multiplikatoren botanischen Wissens). Aus dieser Baumschule ist heute nur noch ein einziges Baumexemplar, ein Trompetenbaum (Catalpa bignonioides), erhalten.
Noch 1811 klagte Wilhelm Sello: „Leider sind unsere Gegenden noch immer sehr arm an Obst …“
Während seiner Tätigkeit, kurz vor Erreichen des Pensionsalters, wird im März 1816 der junge Peter Joseph Lenné Gartengeselle in Potsdam-Sanssouci.
Wilhelm Sello ist im privaten Familienfriedhof der Sellos auf dem Bornstedter Friedhof begraben. 